# Kaibing
Kaibing war eine Gemeinde mit 368 Einwohnern (Stand: 1. Jänner 2024) im Gerichtsbezirk Fürstenfeld und im politischen Bezirk Hartberg-Fürstenfeld in der Steiermark (Österreich). Im Rahmen der Gemeindestrukturreform in der Steiermark ist sie seit 2015 mit den Gemeinden Blaindorf, Sankt Johann bei Herberstein, Siegersdorf bei Herberstein und Hirnsdorf zusammengeschlossen.
Die neue Gemeinde führt den Namen Feistritztal. Grundlage dafür ist ein gemeinsamer Antrag dieser Gemeinden.
Die Grenzen der Bezirke Hartberg-Fürstenfeld und Weiz wurden so geändert, dass die neue Gemeinde vollständig im Bezirk Hartberg-Fürstenfeld liegt.

## Geografie

### Geografische Lage
Kaibing liegt im oststeirischen Hügelland an der Feistritz. Die Gemeinde befindet sich etwa 15 km südwestlich der Bezirkshauptstadt Hartberg und rund 30 km nordöstlich der Landeshauptstadt Graz.

### Gliederung
Kaibing besteht nur aus der gleichnamigen Katastralgemeinde und Ortschaft Kaibing. Der Wallfahrtsort Maria Fieberbründl befindet sich auf dem Gemeindegebiet.

### Ehemalige Nachbargemeinden
| Sankt Johann bei Herberstein | Tiefenbach bei Kaindorf                     | Tiefenbach bei Kaindorf |
| Hirnsdorf                    | Kompassrose, die auf Nachbargemeinden zeigt | Blaindorf               |
| Hirnsdorf                    | Hirnsdorf, Blaindorf                        | Blaindorf               |

## Bevölkerungsentwicklung der ehemaligen Gemeinde

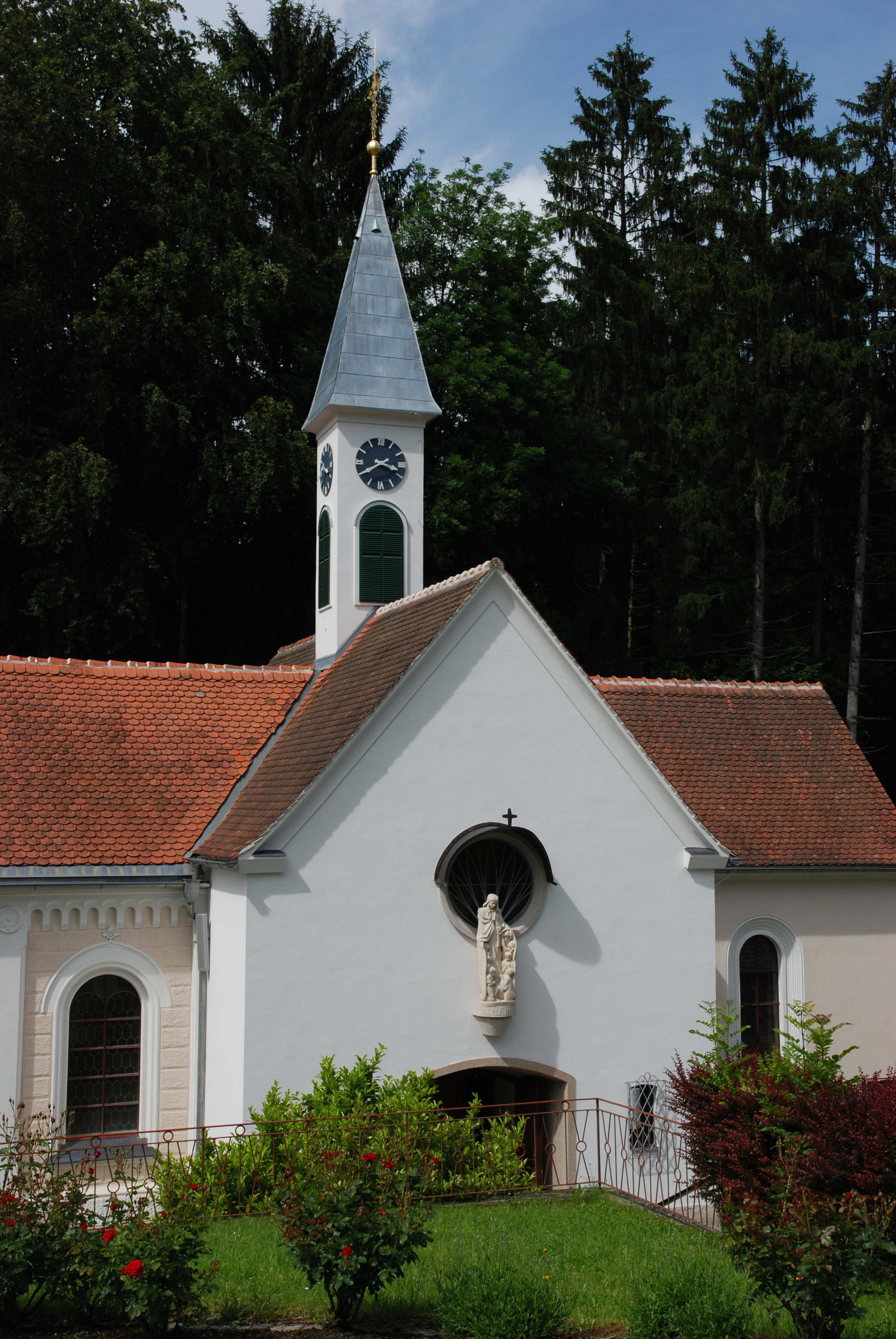
Maria Fieberbründl

| Jahr      | 1869 | 1880 | 1890 | 1900 | 1910 | 1923 | 1934 | 1939 |
| --------- | ---- | ---- | ---- | ---- | ---- | ---- | ---- | ---- |
| Einwohner | 346  | 338  | 339  | 368  | 369  | 344  | 358  | 358  |
| Jahr      | 1951 | 1961 | 1971 | 1981 | 1991 | 2001 | 2013 |      |
| Einwohner | 337  | 315  | 316  | 318  | 352  | 373  | 392  |      |

## Kultur und Sehenswürdigkeiten
- Die Filialkirche Maria Fieberbründl und Wallfahrtskirche Mariä Geburt wurde im Jahr 1879 errichtet und zieht jährlich etwa 50.000 Wallfahrer an.

## Wirtschaft und Infrastruktur

### Verkehr
Kaibing liegt an der Wechsel Straße B 54 von Hartberg nach Gleisdorf, die durch die Gemeinde führt. Die Süd Autobahn A 2 von Wien nach Graz ist über die Anschlussstelle Hartberg (115) in ca. 18 km und über die Anschlussstelle Sinabelkirchen (150) in ca. 15 km erreichbar.
Ein Bahnhof befindet sich nicht in der Gemeinde und der näheren Umgebung.
Der Flughafen Graz ist ca. 40 km entfernt.

### Öffentliche Einrichtungen
In der Ortschaft Maria Fieberbründl befindet sich seit 2004 eine Gradieranlage.

## Politik

### Gemeinderat
Die letzten Gemeinderatswahlen brachten die folgenden Ergebnisse:
| Partei          | 2010    | 2010  | 2010    | 2005 | 2005 | 2005 | 2000 | 2000 | 2000 | 1995 | 1995 | 1995 | 1990 | 1990 | 1990 |
| Partei          | Stimmen | %     | Mandate | St.  | %    | M.   | St.  | %    | M.   | St.  | %    | M.   | St.  | %    | M.   |
| --------------- | ------- | ----- | ------- | ---- | ---- | ---- | ---- | ---- | ---- | ---- | ---- | ---- | ---- | ---- | ---- |
| ÖVP             | 198     | 71,22 | 07      | 149  | 57   | 5    | 135  | 55   | 5    | 135  | 55   | 5    | 150  | 63   | 6    |
| SPÖ             | 080     | 28,78 | 02      | 112  | 43   | 4    | 112  | 45   | 4    | 110  | 45   | 4    | 089  | 37   | 3    |
| Wahlbeteiligung | 91 %    | 91 %  | 91 %    | 90 % | 90 % | 90 % | 92 % | 92 % | 92 % | 93 % | 93 % | 93 % | 96 % | 96 % | 96 % |

### Bürgermeister
Bürgermeister war seit 2007 Josef Lind (ÖVP).

### Wappen
Die Verleihung des Gemeindewappens erfolgte mit Wirkung vom 1. September 1978.

Blasonierung (Wappenbeschreibung):
„In einem silbernen Schild ein vom Schildfuß bis zur Schildmitte aufsteigender, unten rund ausgenommener schwarzer Berg, belegt mit einem silbernen Marienmonogramm und bestreut mit dreizehn silbernen Lindenblättern; oben ein wachsender schwarzer Wolf.“